# Campeonato Paulista de Futebol Sub-20 de 2017
O Campeonato Paulista de Futebol Sub-20 de 2017 foi a 62ª edição da competição de base de maior nível do futebol paulista. A competição, organizada pela Federação Paulista de Futebol, será disputada por categorias de base de quarenta e seis equipes paulistas entre os meses de maio e dezembro. O Palmeiras se tornou o campeão após vencer a Ponte Preta nas finais.

## Fórmula de Disputa
- Primeira Fase: As equipes são divididas em quatro grupos, dois com onze e dois com doze participantes. As equipes enfrentam-se, todas contra todas, em turno e returno, dentro do mesmo grupo, classificando-se para a Fase Final as quatro melhores de cada;
- Fase Final: As dezesseis equipes classificadas enfrentam-se em cruzamento olímpico, com a partida final na casa da equipe melhor classificada na Primeira Fase. O mesmo sistema de disputa se aplica para as quartas, semifinal e a final da competição. Na fase final, não existe o critério do gol qualificado, inclusive na Final da competição. Caso a igualdade permaneça, o vencedor do confronto será a equipe com melhor campanha somada todas as fases disputadas, de acordo com o Artigo 13 - Parágrafo 1 do Regulamento.

## Participantes
| Equipe                          | Cidade            |
| ------------------------------- | ----------------- |
| Esporte Clube Água Santa        | Diadema           |
| Sport Club Atibaia              | Atibaia           |
| Grêmio Osasco Audax             | Osasco            |
| Batatais Futebol Clube          | Batatais          |
| Botafogo Futebol Clube          | Ribeirão Preto    |
| Clube Atlético Bragantino       | Bragança Paulista |
| Capivariano Futebol Clube       | Capivari          |
| Grêmio Catanduvense de Futebol  | Catanduva         |
| Comercial Futebol Clube         | Ribeirão Preto    |
| Sport Club Corinthians Paulista | São Paulo         |
| Desportivo Brasil               | Porto Feliz       |
| Associação Atlética Flamengo    | Guarulhos         |
| Guarani Futebol Clube           | Campinas          |
| Independente Futebol Clube      | Limeira           |
| Ituano Futebol Clube            | Itu               |
| Clube Atlético Juventus         | São Paulo         |
| Marília Atlético Clube          | Marília           |
| Sociedade Esportiva Matonense   | Matão             |
| Mogi Mirim Esporte Clube        | Mogi Mirim        |
| Nacional Atlético Clube         | São Paulo         |
| Esporte Clube Noroeste          | Bauru             |
| Grêmio Novorizontino            | Novo Horizonte    |
| Olímpia Futebol Clube           | Olímpia           |

| Equipe                                      | Cidade                |
| ------------------------------------------- | --------------------- |
| Grêmio Esportivo Osasco                     | Osasco                |
| Sociedade Esportiva Palmeiras               | São Paulo             |
| Paulista Futebol Clube                      | Jundiaí               |
| Clube Atlético Penapolense                  | Penápolis             |
| Associação Atlética Ponte Preta             | Campinas              |
| Associação Atlética Portuguesa              | Santos                |
| Associação Portuguesa de Desportos          | São Paulo             |
| Red Bull Brasil                             | Campinas              |
| Rio Branco Esporte Clube                    | Americana             |
| Rio Claro Futebol Clube                     | Rio Claro             |
| Esporte Clube Santo André                   | Santo André           |
| Santos Futebol Clube                        | Santos                |
| Esporte Clube São Bento                     | Sorocaba              |
| São Bernardo Futebol Clube                  | São Bernardo do Campo |
| Associação Desportiva São Caetano           | São Caetano do Sul    |
| São Carlos Futebol Ltda.                    | São Carlos            |
| São José dos Campos Futebol Clube           | São José dos Campos   |
| São Paulo Futebol Clube                     | São Paulo             |
| Clube Atlético Taboão da Serra              | Taboão da Serra       |
| Esporte Clube Taubaté                       | Taubaté               |
| Associação Esportiva Velo Clube Rioclarense | Rio Claro             |
| Associação Atlética Votuporanguense         | Votuporanga           |
| Esporte Clube XV de Novembro                | Piracicaba            |

## Primeira Fase
|  |                                             |
|  | Equipes classificadas às Quartas de finais. |
|  | Equipes Eliminadas.                         |

### Grupo 1
| Pos | Equipes         | Pts | J  | V  | E | D  | GP | GC | SG  |
| --- | --------------- | --- | -- | -- | - | -- | -- | -- | --- |
| 1   | Novorizontino   | 48  | 20 | 15 | 3 | 2  | 48 | 17 | 31  |
| 2   | Botafogo-SP     | 43  | 20 | 13 | 4 | 3  | 45 | 15 | 30  |
| 3   | Marília         | 36  | 20 | 11 | 3 | 6  | 36 | 16 | 20  |
| 4   | Votuporanguense | 36  | 20 | 11 | 3 | 6  | 36 | 36 | 0   |
| 5   | Noroeste        | 34  | 20 | 10 | 4 | 6  | 31 | 21 | 10  |
| 6   | Comercial       | 33  | 20 | 10 | 3 | 7  | 25 | 25 | 0   |
| 7   | Batatais        | 28  | 20 | 7  | 7 | 6  | 28 | 34 | –6  |
| 8   | Penapolense     | 23  | 20 | 6  | 5 | 9  | 40 | 33 | 7   |
| 9   | Catanduvense    | 15  | 20 | 5  | 0 | 15 | 36 | 61 | –25 |
| 10  | Olímpia         | 9   | 20 | 2  | 3 | 15 | 18 | 40 | –22 |
| 11  | Matonense       | 6   | 20 | 1  | 3 | 16 | 11 | 56 | –45 |

### Grupo 2
| Pos | Equipes           | Pts | J  | V  | E | D  | GP | GC | SG  |
| --- | ----------------- | --- | -- | -- | - | -- | -- | -- | --- |
| 1   | Ponte Preta       | 50  | 20 | 16 | 2 | 2  | 50 | 14 | 36  |
| 2   | Capivariano       | 39  | 20 | 11 | 6 | 3  | 43 | 20 | 23  |
| 3   | Desportivo Brasil | 37  | 20 | 11 | 4 | 5  | 37 | 20 | 17  |
| 4   | São Carlos        | 33  | 20 | 9  | 6 | 5  | 33 | 34 | –1  |
| 5   | Ituano            | 32  | 20 | 8  | 8 | 4  | 38 | 26 | 12  |
| 6   | Rio Claro         | 31  | 20 | 9  | 4 | 7  | 37 | 34 | 3   |
| 7   | Mogi Mirim        | 21  | 20 | 5  | 6 | 9  | 29 | 40 | –11 |
| 8   | Independente-SP   | 20  | 20 | 5  | 5 | 10 | 11 | 34 | –23 |
| 9   | Velo Clube        | 15  | 20 | 3  | 6 | 11 | 19 | 33 | –14 |
| 10  | XV de Piracicaba  | 14  | 20 | 4  | 2 | 14 | 21 | 34 | –13 |
| 11  | Rio Branco-SP     | 12  | 20 | 3  | 3 | 14 | 13 | 42 | –29 |

### Grupo 3
| Pos | Equipes             | Pts | J  | V  | E  | D  | GP | GC | SG  |
| --- | ------------------- | --- | -- | -- | -- | -- | -- | -- | --- |
| 1   | Palmeiras           | 54  | 22 | 17 | 3  | 2  | 62 | 15 | 47  |
| 2   | Corinthians         | 44  | 22 | 12 | 8  | 2  | 42 | 26 | 16  |
| 3   | Red Bull Brasil     | 43  | 22 | 11 | 10 | 1  | 42 | 25 | 17  |
| 4   | Guarani             | 39  | 22 | 12 | 3  | 7  | 34 | 25 | 9   |
| 5   | Audax               | 38  | 22 | 11 | 5  | 6  | 51 | 32 | 19  |
| 6   | Paulista            | 34  | 22 | 10 | 4  | 8  | 33 | 24 | 9   |
| 7   | Taubaté             | 23  | 22 | 5  | 8  | 9  | 24 | 31 | –7  |
| 8   | São José dos Campos | 20  | 22 | 6  | 2  | 14 | 28 | 47 | –19 |
| 9   | Juventus-SP         | 20  | 22 | 5  | 5  | 12 | 22 | 46 | –24 |
| 10  | Atibaia             | 18  | 22 | 5  | 3  | 14 | 24 | 45 | –21 |
| 11  | Bragantino          | 17  | 22 | 3  | 8  | 11 | 16 | 33 | –17 |
| 12  | Flamengo-SP         | 12  | 22 | 1  | 9  | 12 | 27 | 56 | –29 |

### Grupo 4
| Pos | Equipes             | Pts | J  | V  | E | D  | GP | GC | SG  |
| --- | ------------------- | --- | -- | -- | - | -- | -- | -- | --- |
| 1   | Água Santa          | 46  | 22 | 14 | 4 | 4  | 42 | 22 | 20  |
| 2   | São Paulo[a]        | 43  | 22 | 15 | 4 | 3  | 60 | 16 | 44  |
| 3   | Portuguesa          | 42  | 22 | 13 | 3 | 6  | 36 | 22 | 14  |
| 4   | São Bernardo        | 41  | 22 | 12 | 5 | 5  | 33 | 28 | 5   |
| 5   | Santos              | 39  | 22 | 12 | 3 | 7  | 45 | 27 | 18  |
| 6   | Portuguesa Santista | 33  | 22 | 9  | 6 | 7  | 32 | 26 | 6   |
| 7   | São Caetano         | 30  | 22 | 10 | 0 | 12 | 37 | 52 | –15 |
| 8   | Santo André         | 29  | 22 | 7  | 8 | 7  | 27 | 21 | 6   |
| 9   | Taboão da Serra     | 22  | 22 | 6  | 4 | 12 | 25 | 38 | –13 |
| 10  | Nacional-SP         | 19  | 22 | 5  | 4 | 13 | 12 | 23 | –11 |
| 11  | São Bento           | 13  | 22 | 3  | 4 | 15 | 17 | 54 | –37 |
| 12  | Grêmio Osasco       | 9   | 22 | 2  | 3 | 17 | 26 | 63 | –37 |

a.^  O São Paulo foi punido pelo TJD e perdeu 6 pontos devido a escalação de jogador irregular.

## Fase final
Em itálico, os times que possuem o mando de campo no primeiro jogo do confronto, e em negrito, os times classificados.
|  | Oitavas de final   | Oitavas de final   | Oitavas de final   | Oitavas de final   |   |                 | Quartas de final    | Quartas de final    | Quartas de final    | Quartas de final    |  |                  | Semifinais | Semifinais | Semifinais | Semifinais |           |   | Final | Final | Final | Final |
|  | 13 a 21 de outubro | 13 a 21 de outubro | 13 a 21 de outubro | 13 a 21 de outubro |   |                 | 27 a 04 de novembro | 27 a 04 de novembro | 27 a 04 de novembro | 27 a 04 de novembro |  |                  |            |            |            |            |           |   |       |       |       |       |
|  |                    |                    |                    |                    |   |                 |                     |                     |                     |                     |  |                  |            |            |            |            |           |   |       |       |       |       |
|  | Novorizontino      | 0                  | 3                  | 3                  |   |                 |                     |                     |                     |                     |  |                  |            |            |            |            |           |   |       |       |       |       |
|  | São Carlos         | 0                  | 1                  | 1                  |   |                 |                     |                     |                     |                     |  |                  |            |            |            |            |           |   |       |       |       |       |
|  | São Carlos         | 0                  | 1                  | 1                  |   | Novorizontino   | 3                   | 1                   | 4                   |                     |  |                  |            |            |            |            |           |   |       |       |       |       |
|  |                    |                    |                    |                    |   | Novorizontino   | 3                   | 1                   | 4                   |                     |  |                  |            |            |            |            |           |   |       |       |       |       |
|  |                    | Desportivo Brasil  | 1                  | 0                  | 1 |                 |                     |                     |                     |                     |  |                  |            |            |            |            |           |   |       |       |       |       |
|  | Botafogo-SP        | Desportivo Brasil  | 1                  | 0                  | 1 | 1               | 0                   | 1                   |                     |                     |  |                  |            |            |            |            |           |   |       |       |       |       |
|  | Botafogo-SP        |                    |                    |                    |   | 1               | 0                   | 1                   |                     |                     |  |                  |            |            |            |            |           |   |       |       |       |       |
|  | Desportivo Brasil  | 2                  | 1                  | 3                  |   |                 |                     |                     |                     |                     |  |                  |            |            |            |            |           |   |       |       |       |       |
|  | Desportivo Brasil  | 2                  | 1                  | 3                  |   |                 |                     |                     |                     |                     |  | Novorizontino    | 0          | 0          | 0          |            |           |   |       |       |       |       |
|  |                    |                    |                    |                    |   |                 |                     |                     |                     |                     |  | Novorizontino    | 0          | 0          | 0          |            |           |   |       |       |       |       |
|  |                    | Palmeiras          | 2                  | 1                  | 3 |                 |                     |                     |                     |                     |  |                  |            |            |            |            |           |   |       |       |       |       |
|  | Palmeiras          | Palmeiras          | 2                  | 1                  | 3 | 4               | 2                   | 6                   |                     |                     |  |                  |            |            |            |            |           |   |       |       |       |       |
|  | Palmeiras          |                    |                    |                    |   | 4               | 2                   | 6                   |                     |                     |  |                  |            |            |            |            |           |   |       |       |       |       |
|  | São Bernardo       | 1                  | 2                  | 3                  |   |                 |                     |                     |                     |                     |  |                  |            |            |            |            |           |   |       |       |       |       |
|  | São Bernardo       | 1                  | 2                  | 3                  |   | Palmeiras       | 1                   | 1                   | 2                   |                     |  |                  |            |            |            |            |           |   |       |       |       |       |
|  |                    |                    |                    |                    |   | Palmeiras       | 1                   | 1                   | 2                   |                     |  |                  |            |            |            |            |           |   |       |       |       |       |
|  |                    | Corinthians        | 0                  | 0                  | 0 |                 |                     |                     |                     |                     |  |                  |            |            |            |            |           |   |       |       |       |       |
|  | Corinthians (mc)   | Corinthians        | 0                  | 0                  | 0 | 1               | 1                   | 2                   |                     |                     |  |                  |            |            |            |            |           |   |       |       |       |       |
|  | Corinthians (mc)   |                    |                    |                    |   | 1               | 1                   | 2                   |                     |                     |  |                  |            |            |            |            |           |   |       |       |       |       |
|  | Portuguesa         | 1                  | 1                  | 2                  |   |                 |                     |                     |                     |                     |  |                  |            |            |            |            |           |   |       |       |       |       |
|  | Portuguesa         | 1                  | 1                  | 2                  |   |                 |                     |                     |                     |                     |  |                  |            |            |            |            | Palmeiras | 1 | 1     | 2     |       |       |
|  |                    |                    |                    |                    |   |                 |                     |                     |                     |                     |  |                  |            |            |            |            |           | 1 | 1     | 2     |       |       |
|  |                    | Ponte Preta        | 1                  | 0                  | 1 |                 |                     |                     |                     |                     |  |                  |            |            |            |            |           |   |       |       |       |       |
|  | Ponte Preta        | Ponte Preta        | 1                  | 0                  | 1 | 3               | 4                   | 7                   |                     |                     |  |                  |            |            |            |            |           |   |       |       |       |       |
|  | Ponte Preta        |                    |                    |                    |   | 3               | 4                   | 7                   |                     |                     |  |                  |            |            |            |            |           |   |       |       |       |       |
|  | Votuporanguense    | 4                  | 1                  | 5                  |   |                 |                     |                     |                     |                     |  |                  |            |            |            |            |           |   |       |       |       |       |
|  | Votuporanguense    | 4                  | 1                  | 5                  |   | Ponte Preta     | 3                   | 3                   | 6                   |                     |  |                  |            |            |            |            |           |   |       |       |       |       |
|  |                    |                    |                    |                    |   | Ponte Preta     | 3                   | 3                   | 6                   |                     |  |                  |            |            |            |            |           |   |       |       |       |       |
|  |                    | Capivariano        | 2                  | 2                  | 4 |                 |                     |                     |                     |                     |  |                  |            |            |            |            |           |   |       |       |       |       |
|  | Capivariano (mc)   | Capivariano        | 2                  | 2                  | 4 | 1               | 1                   | 2                   |                     |                     |  |                  |            |            |            |            |           |   |       |       |       |       |
|  | Capivariano (mc)   |                    |                    |                    |   | 1               | 1                   | 2                   |                     |                     |  |                  |            |            |            |            |           |   |       |       |       |       |
|  | Marília            | 1                  | 1                  | 2                  |   |                 |                     |                     |                     |                     |  |                  |            |            |            |            |           |   |       |       |       |       |
|  | Marília            | 1                  | 1                  | 2                  |   |                 |                     |                     |                     |                     |  | Ponte Preta (mc) | 1          | 0          | 1          |            |           |   |       |       |       |       |
|  |                    |                    |                    |                    |   |                 |                     |                     |                     |                     |  | Ponte Preta (mc) | 1          | 0          | 1          |            |           |   |       |       |       |       |
|  |                    | Água Santa         | 0                  | 1                  |   |                 |                     |                     |                     |                     |  |                  |            |            |            |            |           |   |       |       |       |       |
|  | Água Santa         | Água Santa         | 0                  | 1                  | 2 | 2               | 4                   |                     |                     |                     |  |                  |            |            |            |            |           |   |       |       |       |       |
|  | Água Santa         |                    |                    |                    | 2 | 2               | 4                   |                     |                     |                     |  |                  |            |            |            |            |           |   |       |       |       |       |
|  | Guarani            | 0                  | 1                  | 1                  |   |                 |                     |                     |                     |                     |  |                  |            |            |            |            |           |   |       |       |       |       |
|  | Guarani            | 0                  | 1                  | 1                  |   | Água Santa (mc) | 0                   | 3                   | 3                   |                     |  |                  |            |            |            |            |           |   |       |       |       |       |
|  |                    |                    |                    |                    |   | Água Santa (mc) | 0                   | 3                   | 3                   |                     |  |                  |            |            |            |            |           |   |       |       |       |       |
|  |                    | São Paulo          | 1                  | 2                  | 3 |                 |                     |                     |                     |                     |  |                  |            |            |            |            |           |   |       |       |       |       |
|  | São Paulo          | São Paulo          | 1                  | 2                  | 3 | 4               | 2                   | 6                   |                     |                     |  |                  |            |            |            |            |           |   |       |       |       |       |
|  | São Paulo          |                    |                    |                    |   | 4               | 2                   | 6                   |                     |                     |  |                  |            |            |            |            |           |   |       |       |       |       |
|  | Red Bull Brasil    | 0                  | 0                  | 0                  |   |                 |                     |                     |                     |                     |  |                  |            |            |            |            |           |   |       |       |       |       |

### Oitavas de Finais
Jogos de Ida
| 13 de outubro de 2017 | São Bernardo     | 1 – 4     | Palmeiras                                                   | Estádio Baetão, São Bernardo do Campo |
| 15:00                 | Wesley 21' (pen) | Relatório | Johnny 4' · José Aldo 24', 45+5' (pen) · Rafael Elias 90+4' | Árbitro: Thiago Lourenço de Mattos    |

| 13 de outubro de 2017 | Desportivo Brasil               | 2 – 1     | Botafogo-SP | CT Desportivo Brasil, Porto Feliz   |
| 15:00                 | Marlon 50' · João Alcântara 57' | Relatório | Bruno 39'   | Árbitro: Paulo Santiago de Medeiros |

| 14 de outubro de 2017 | São Carlos | 0 – 0     | Novorizontino | Estádio Luís Augusto de Oliveira, São Carlos |
| 15:00                 |            | Relatório |               | Árbitro: Renan Carvalho de Faria             |

| 14 de outubro de 2017 | Guarani | 0 – 2     | Água Santa                           | Estádio Rubro Negro, Itatiba      |
| 15:00                 |         | Relatório | Danilo Costa 13' · Lucas Gadelha 15' | Árbitro: Rodrigo Batista da Silva |

| 14 de outubro de 2017 | Marília   | 1 – 1     | Capivariano       | Bento de Abreu, Marília |
| 15:00                 | Júlio 82' | Relatório | Douglas Netto 67' | Árbitro: Rodrigo Santos |

| 14 de outubro de 2017 | Red Bull Brasil | 0 – 4     | São Paulo                                             | CFA Red Bull Brasil, Jarinu      |
| 15:00                 |                 | Relatório | Jonas 30' (pen), 56' · Geonvane 81' · Guilherme 90+2' | Árbitro: Willer Fulgêncio Santos |

| 14 de outubro de 2017 | Votuporanguense                                  | 4 – 3     | Ponte Preta                                   | Arena Plínio Marin, Votuporanga       |
| 15:00                 | João Marcos 4', 43' · Vinicius 51' · Vitinho 85' | Relatório | Thiaguinho 49' · Heitor Roca 53' · Marthã 81' | Árbitro: Ricardo Bittencourt da Silva |

| 14 de outubro de 2017 | Portuguesa              | 1 – 1     | Corinthians | Estádio do Canindé, São Paulo   |
| 16:00                 | Francisco Gionnotti 52' | Relatório | Mantuan 87' | Árbitro: Diego Augusto Fagundes |

Jogos de Volta
| 20 de outubro de 2017 | Palmeiras                               | 2 – 2     | São Bernardo          | Arena Barueri, Barueri |
| 16:00                 | Fernando dos Santos 52' · José Aldo 63' | Relatório | Yan 62' · Emerson 32' |                        |

| 21 de outubro de 2017 | São Paulo                     | 2 – 0     | Red Bull Brasil | CFA Laudo Natel, Cotia               |
| 10:00                 | Gabriel Sara 27' · Caique 69' | Relatório |                 | Árbitro: Regildenia de Holanda Moura |

| 21 de outubro de 2017 | Novorizontino                               | 3 – 1     | São Carlos        | Estádio Jorge Ismael de Biasi, Novo Horizonte |
| 16:00                 | Nando 21' · Thiago Alves 72' · Mingotti 86' | Relatório | Matheus Silva 71' | Árbitro: Édson Alves da Silva                 |

| 21 de outubro de 2017 | Ponte Preta                                    | 4 – 1     | Votuporanguense | Novelli Júnior, Itu             |
| 16:00                 | Yuri 47', 85' · Gustavo 73' · Thiaguinho 90+2' | Relatório | João Marcos 62' | Árbitro: Thiago Luis Scarascati |

| 21 de outubro de 2017 | Água Santa             | 2 – 1     | Guarani     | Vila Alice, Diadema                |
| 16:00                 | Luan 28' · Tavison 37' | Relatório | Ronaldo 88' | Árbitro: Aurélio Sant Anna Martins |

| 21 de outubro de 2017 | Botafogo-SP | 0 – 1     | Desportivo Brasil | CT Santa Iria, Ribeirão Preto           |
| 16:00                 |             | Relatório | Mateus 20'        | Árbitro: Flávio Roberto Mineiro Ribeiro |

| 21 de outubro de 2017 | Capivariano | 1 – 1     | Marília           | Arena Capivari, Capivari       |
| 16:00                 | Fujita 27'  | Relatório | Matheus 52' (pen) | Árbitro: Lucas Canetto Bellote |

| 21 de outubro de 2017 | Corinthians | 1 – 1     | Portuguesa  | Parque São Jorge, São Paulo       |
| 16:00                 | Moisés 31'  | Relatório | Nairton 58' | Árbitro: Rodrigo Batista da Silva |

### Quartas de final
Jogos de Ida
| 27 de outubro de 2017 | Desportivo Brasil | 1 – 3     | Novorizontino                             | CT Desportivo Brasil, Porto Feliz |
| 16:00                 | Marlon 3'         | Relatório | Rodrigo 26' 67' · Vinícius Mingotti 90+2' | Árbitro: Rodrigo Batista da Silva |

| 28 de outubro de 2017 | São Paulo  | 1 – 0     | Água Santa | CFA Laudo Natel, Cotia           |
| 11:00                 | Caique 36' | Relatório |            | Árbitro: Renan Carvalho de Faria |

| 28 de outubro de 2017 | Capivariano                          | 2 – 3     | Ponte Preta                      | Arena Capivari, Capivari               |
| 16:00                 | Neto Costa 49' · Douglas Netto 90+1' | Relatório | Gustavo 04' · Yuri 79' pên 90+3' | Árbitro: José de Araujo Ribeiro Júnior |

| 29 de outubro de 2017 | Corinthians | 0 – 1     | Palmeiras          | Arena Corinthians, São Paulo            |
| 10:00                 |             | Relatório | Pedro Henrique 13' | Árbitro: Flávio Roberto Mineiro Ribeiro |

Jogos de Volta
| 03 de novembro de 2017 | Palmeiras    | 1 – 0     | Corinthians | Arena Barueri, Barueri         |
| 19:00                  | Fernando 49' | Relatório |             | Árbitro: Lucas Canetto Bellote |

| 04 de novembro de 2017 | Água Santa                          | 3 – 2     | São Paulo             | Estádio Distrital do Inamar, Diadema |
| 16:00                  | Luan 16' · Genilson 19' · Lucas 59' | Relatório | Rony 50' · Caique 85' | Árbitro: Daniel Bernardes Serrano    |

| 04 de novembro de 2017 | Novorizontino    | 1 – 0     | Desportivo Brasil | Estádio Jorge Ismael de Biasi, Novo Horizonte |
| 16:00                  | Thiago Alves 52' | Relatório |                   | Árbitro: Danilo da Silva                      |

| 05 de novembro de 2017 | Ponte Preta                           | 3 – 2     | Capivariano                        | Estádio Moisés Lucarelli, Campinas |
| 16:00                  | Yuri 4' · Gustavo 41' · Handerson 66' | Relatório | Neto Costa 31' · Rafael Santos 71' | Árbitro: Rodrigo Batista da Silva  |

### Semifinal
Jogos de Ida
| 11 de novembro | Novorizontino | 0 – 2     | Palmeiras                         | Estádio Jorge Ismael de Biasi, Novo Horizonte |
| 16:00          |               | Relatório | Leo Passos 19' · Rafael Elias 77' | Árbitro: Daniel Bernardes Serrano             |

| 12 de novembro | Água Santa | 0 – 1     | Ponte Preta | Estádio Distrital do Inamar, Diadema    |
| 16:00          |            | Relatório | Yuri 73'    | Árbitro: Flávio Roberto Mineiro Ribeiro |

Jogos de Volta
| 17 de novembro | Palmeiras | 1 – 0     | Novorizontino | Arena Barueri, Barueri           |
| 18:00          | Yan       | Relatório |               | Árbitro: Renan Carvalho de Faria |

| 19 de novembro | Ponte Preta | 0 – 1     | Água Santa | Estádio Moisés Lucarelli, Campinas |
| 10:00          |             | Relatório | Luan       | Árbitro: Willer Fulgêncio Santos   |

### Final
| 25 de novembro de 2017 | Ponte Preta    | 1 – 1 | Palmeiras      | Estádio Décio Vitta, Americana |
| 18:00                  | Yuri 55' (pen) |       | 23' Léo Passos |                                |

| 2 de dezembro de 2017 | Palmeiras           | 1 – 0 | Ponte Preta | Pacaembu, São Paulo |
| 16:30                 | José Aldo 34' (pen) |       |             |                     |

## Premiação
| Campeonato Paulista Sub-20 2017 |
| ------------------------------- |
| Palmeiras Campeão (6º título)   |

## Classificação geral
Atualizado em 01/12/2017
| Classificação final                    | Classificação final | Classificação final | Classificação final | Classificação final | Classificação final | Classificação final | Classificação final | Classificação final | Classificação final | Classificação final | Classificação final |
| Pos.                                   | Times               | P                   | J                   | V                   | E                   | D                   | GP                  | GC                  | SG                  |                     |                     |
| -------------------------------------- | ------------------- | ------------------- | ------------------- | ------------------- | ------------------- | ------------------- | ------------------- | ------------------- | ------------------- | ------------------- | ------------------- |
| Campeão                                |                     |                     |                     |                     |                     |                     |                     |                     |                     |                     |                     |
| 1                                      | Palmeiras           | 74                  | 30                  | 23                  | 5                   | 2                   | 75                  | 19                  | 56                  |                     |                     |
| Vice-campeão                           |                     |                     |                     |                     |                     |                     |                     |                     |                     |                     |                     |
| 2                                      | Ponte Preta         | 63                  | 27                  | 21                  | 2                   | 5                   | 65                  | 26                  | 39                  |                     |                     |
| Classificados para as semifinais       |                     |                     |                     |                     |                     |                     |                     |                     |                     |                     |                     |
| 3                                      | Novorizontino       | 58                  | 26                  | 18                  | 4                   | 4                   | 55                  | 22                  | 33                  |                     |                     |
| 4                                      | Água Santa          | 57                  | 28                  | 18                  | 4                   | 6                   | 50                  | 27                  | 23                  |                     |                     |
| Classificados para as quartas de final |                     |                     |                     |                     |                     |                     |                     |                     |                     |                     |                     |
| 5                                      | São Paulo           | 52                  | 26                  | 18                  | 4                   | 4                   | 69                  | 19                  | 50                  |                     |                     |
| 6                                      | Corinthians         | 46                  | 26                  | 12                  | 10                  | 4                   | 44                  | 30                  | 14                  |                     |                     |
| 7                                      | Desportivo Brasil   | 43                  | 24                  | 13                  | 4                   | 7                   | 41                  | 25                  | 16                  |                     |                     |
| 8                                      | Capivariano         | 41                  | 24                  | 11                  | 8                   | 5                   | 49                  | 28                  | 21                  |                     |                     |
| Classificados para as oitavas de final |                     |                     |                     |                     |                     |                     |                     |                     |                     |                     |                     |
| 9                                      | Portuguesa          | 44                  | 24                  | 13                  | 5                   | 6                   | 38                  | 24                  | 14                  |                     |                     |
| 10                                     | Botafogo-SP         | 43                  | 21                  | 13                  | 4                   | 4                   | 46                  | 17                  | 29                  |                     |                     |
| 11                                     | Red Bull Brasil     | 43                  | 24                  | 11                  | 10                  | 3                   | 42                  | 31                  | 11                  |                     |                     |
| 12                                     | São Bernardo        | 42                  | 24                  | 12                  | 6                   | 6                   | 36                  | 34                  | 2                   |                     |                     |
| 13                                     | Guarani             | 39                  | 24                  | 12                  | 3                   | 9                   | 35                  | 29                  | 6                   |                     |                     |
| 14                                     | Votuporanguense     | 39                  | 22                  | 12                  | 3                   | 7                   | 41                  | 43                  | –2                  |                     |                     |
| 15                                     | Marília             | 38                  | 22                  | 11                  | 5                   | 6                   | 38                  | 18                  | 20                  |                     |                     |
| 16                                     | São Carlos          | 34                  | 22                  | 9                   | 7                   | 6                   | 34                  | 37                  | –3                  |                     |                     |

| 17 | Santos              | 39 | 22 | 12 | 3 | 7  | 45 | 27 | 18  |
| 18 | Audax               | 38 | 22 | 11 | 5 | 6  | 51 | 32 | 19  |
| 19 | Noroeste            | 34 | 20 | 10 | 4 | 6  | 31 | 21 | 10  |
| 20 | Paulista            | 34 | 22 | 10 | 4 | 8  | 1  | 1  | 0   |
| 21 | Comercial           | 33 | 20 | 10 | 3 | 7  | 25 | 25 | 0   |
| 22 | Portuguesa Santista | 33 | 22 | 9  | 6 | 7  | 32 | 26 | 6   |
| 23 | Ituano              | 32 | 20 | 8  | 8 | 4  | 38 | 26 | 12  |
| 24 | Rio Claro           | 31 | 20 | 9  | 4 | 7  | 37 | 34 | 3   |
| 25 | São Caetano         | 30 | 22 | 10 | 0 | 12 | 37 | 52 | –15 |
| 26 | Santo André         | 29 | 22 | 7  | 8 | 7  | 27 | 21 | 6   |
| 27 | Batatais            | 28 | 20 | 7  | 7 | 6  | 28 | 34 | –6  |
| 28 | Penapolense         | 23 | 20 | 6  | 5 | 9  | 40 | 33 | 7   |
| 29 | Taubaté             | 23 | 22 | 5  | 8 | 9  | 24 | 31 | –7  |
| 30 | Taboão da Serra     | 22 | 22 | 6  | 4 | 12 | 25 | 38 | –13 |
| 31 | Mogi Mirim          | 21 | 20 | 5  | 6 | 9  | 29 | 40 | –11 |
| 32 | São José FC         | 20 | 22 | 6  | 2 | 14 | 28 | 47 | –19 |
| 33 | Independente        | 20 | 20 | 5  | 5 | 10 | 11 | 34 | –23 |
| 34 | Juventus            | 20 | 22 | 5  | 5 | 12 | 22 | 46 | –24 |
| 35 | Nacional            | 19 | 22 | 5  | 4 | 13 | 12 | 23 | –11 |
| 36 | Atibaia             | 18 | 22 | 5  | 3 | 14 | 24 | 45 | –21 |
| 37 | Bragantino          | 17 | 22 | 3  | 8 | 11 | 16 | 33 | –17 |
| 38 | Catanduvense        | 15 | 20 | 5  | 0 | 15 | 36 | 61 | –25 |
| 39 | Velo Clube          | 15 | 20 | 3  | 6 | 11 | 19 | 33 | –14 |
| 40 | XV de Piracicaba    | 14 | 20 | 4  | 2 | 14 | 21 | 34 | –13 |
| 41 | São Bento           | 13 | 22 | 3  | 4 | 15 | 17 | 54 | –37 |
| 42 | Rio Branco          | 12 | 20 | 3  | 3 | 14 | 13 | 42 | –29 |
| 43 | Flamengo-SP         | 12 | 22 | 1  | 9 | 12 | 27 | 56 | –29 |
| 44 | Olímpia             | 9  | 20 | 2  | 3 | 15 | 18 | 40 | –22 |
| 45 | Grêmio Osasco       | 9  | 22 | 2  | 3 | 17 | 26 | 63 | –37 |
| 46 | Matonense           | 6  | 20 | 1  | 3 | 16 | 11 | 56 | –45 |

|  |                                        |
|  | Campeão                                |
|  | Vice-campeão                           |
|  | Eliminados nas semifinais              |
|  | Eliminados nas quartas de final        |
|  | Classificados para as oitavas de final |
|  | Eliminados na 1ª fase                  |

## Artilheiros
Atualizado em 27/11/2017
| Gols | Jogador     | Time                 |
| ---- | ----------- | -------------------- |
| 28   | Yuri        | Ponte Preta          |
| 20   | Marlon      | Desportivo Brasil    |
| 20   | Neto Costa  | Capivariano          |
| 15   | Marlon      | São Caetano          |
| 15   | Léo Passos  | Palmeiras            |
| 14   | Christopher | Grêmio Novorizontino |
| 14   | Willian     | Audax                |
| 14   | Lucas       | Água Santa           |
| 13   | Juliano     | Flamengo-SP          |
| 13   | João Marcos | Votuporanguense      |

## Ligações Externas
- Site da Federação Paulista de Futebol